# Mantispa moluccensis
Mantispa moluccensis är en insektsart som beskrevs av Banks 1913. Mantispa moluccensis ingår i släktet Mantispa och familjen fångsländor. Inga underarter finns listade i Catalogue of Life.